# Jánoshalma
Jánoshalma là một thành phố thuộc hạt Bács-Kiskun, Hungary. Thành phố này có diện tích 132,21 km², dân số năm 2010 là 9189 người, mật độ 70 người/km².